# クリトモ一休・三休
クリトモ 一休・三休（くりとも いっきゅう・さんきゅう）は、日本の漫才コンビ。後身の第 一球・三球（だい いっきゅう・さんきゅう）についてもこの項で記述する。リーガル千太・万吉門下。

## コンビ来歴
1958年4月、リーガル万吉門下の一休と三休がコンビ結成。亭号「クリトモ」は寄席『栗友亭』にちなむ。
師匠譲りの上品でテンポのいい芸風を身につけ、若手のホープとして期待された。1960年10月の第8回NHK漫才コンクール、1961年3月の第9回NHK漫才コンクールでともに3位となった。1962年3月、第10回NHK漫才コンクールで優勝。一躍実力派として認められ、師匠からも近々「リーガル」の亭号を許される話が出た。
東京漫才の一角をになう若手として活躍し始めた矢先の1962年5月、一休が三河島事故に巻き込まれ急死。三休は漫談や司会などを行っていたが、1962年末、大空平路の斡旋で、畦元直彦（2代目クリトモ一休→第一球）とコンビを結成。のち、「第一球・三球」と改名する。
第一球・三球は奇抜な味わいのある漫才で注目を集め、1964年3月、第12回NHK漫才コンクールに出場し、『発明発見物語』というネタで2位。一球曰く自信作だったとのこと。コンビ仲も悪くなかったが、張り合いがなくなりつつあり、有耶無耶のうちに1964年頃コンビを解消することとなった。

## メンバー
- クリトモ 一休（くりとも いっきゅう、本名：内堀 欽司、1928年11月13日 - 1962年5月3日）
東京府東京市新宿（現：東京都新宿区）出身。
日本大学経済学部卒業後、天理教の教師であったが結核を患いサナトリウムで療養している中、慰問に来た青空うれしと面識を得た。その後退院し、1958年にリーガル万吉の弟子となる。
三河島事故で死亡（33歳没）。葬儀では師匠のリーガル万吉が弔辞で「リーガル一休の名を許す」と発言。戒名は「久遠院法悟日欽信士」[1]。
- クリトモ 三休（くりとも さんきゅう） → 第 三球（だい さんきゅう、本名：近馬 一正、1933年10月21日 -2023年5月17日）
東京府東京市荒川区（現：東京都荒川区）出身。上野高校卒業後、製薬会社に入ったが、すぐ照明器具会社に転職。そこもすぐ退職し、母が寄席『栗友亭』の席亭夫人と知人だったことで栗友亭で前座や司会を始める。1958年、リーガル万吉の弟子となる。
1965年2月11日、妻の春日照代と夫婦漫才コンビを組み、春日 三球（かすが さんきゅう）と名を改める。
2023年5月17日、胃潰瘍の傷からの出血多量により、緊急搬送された都内の病院で死去[2]。89歳没。
- 第 一球（だい いっきゅう、本名：畦元 直彦、1932年1月1日 - 2025年6月22日）
満州国の旅順出身。父は獣医部将校。間もなく父の転勤で東京へ引っ越し、そこで育つ。旧制山水中学入学。親の転勤で京都に引越し自身も京都一中へ。1945年、終戦を迎え、父は失職。家庭の事情から祖父のいる鹿児島県南さつま市へと転居。加世田中学に進学するが、学制改革によって高校卒業。
卒業後、立教大学社会学部に合格し、上京。この頃からラジオ番組に出演。その後舞台芸術学院に入学。1953年、新宿セントラル劇場に入団し、コントや軽演劇に出演。浅草の喜劇、曾我廼家五一郎一座に入り、「曾我廼家 蝶太」の芸名をもらう。声優としても活躍したが、東京を離れる。縁を頼って、栃木県の劇団「らくりん座」に所属し、学校まわりをする。間もなく、セントラル時代の知人、須賀三郎の紹介で、相方を失ったばかりのクリトモ三休と出会う。意気投合する所があり、2代目コンビを組む。
コンビ解消後は「ハウゼ畦元」と改名し、アコーディオン漫談家に転身。平成時代まで活動を続けた[3]。
2025年6月22日死去[3]。93歳没。